# Ogygis Regio
Ogygis Regio  è una caratteristica di albedo della superficie di Marte.